# IC 250
IC 250 — галактика типу SBab () у сузір'ї Кит.
Цей об'єкт міститься в оригінальній редакції індексного каталогу.